# Verde Island
Verde Island ist eine Insel der Provinz Batangas in den Philippinen.
Diese liegt vor der Küste der Insel Luzon, ca. 8 Kilometer südlich der Großstadt Batangas City, fast mittig gelegen in der meistbefahrenen Schifffahrtsroute der Philippinen, der Isla-Verde-Straße. Auf der Insel liegen die Barangays, Liponpon, San Agapito, San Agustin East, San Agustin West, San Andres und San Antonio. Sie haben eine Einwohnerzahl von 6699 zum Stand der Volkszählung 2007. Größter Ort ist San Antonio im Zentrum und Südwesten der Insel, mit 1420 Einwohnern. Verwaltet wird die Insel von der Großstadt Batangas City.
Verde Island ist vor allem unter Sporttauchern bekannt, da sie in einem Hot Spot der Biodiversität der Philippinen liegt.
Die höchste Erhebung der Insel ist der ca. 300 m hohe Liponpon Peak. Benannt wurde sie nach Kapitän Juan Verde, der im 16. Jahrhundert die Region Batangas für die spanische Krone unterwarf, die Region erhielt zur damaligen Zeit den Namen Balayan de Kumintang.
Die Überfahrt von Batangas City dauert ca. 45 Minuten bis zu einer Stunde.